# Yves de Saint Jean
Yves de Saint Jean, né le 14 octobre 1948 à Chenu, est un peintre, dessinateur, écrivain français, spécialiste des aquarelles.

## Biographie
Yves de Saint Jean entre à 16 ans à l’École forestière de Meymac. Une solide formation de technicien du bois et de la forêt le conduira dans la plupart des régions forestières de France et de Scandinavie où il travaillera pour le grand groupe papetier Suédois Mo och Domsjö AB devenu Holmen au nord de la Suède.
À l’issue de son service militaire, en Côte d’Ivoire, il est recruté par le Centre technique forestier tropical pour une mission de prospection au Gabon qui durera trois ans. En 1970, il intègre une première compagnie forestière (la NSG) et deviendra en 1977 Directeur d’exploitation pour le  groupe d’exploitation forestière Compagnie forestière du Gabon qu’il quitte en 1981 pour retourner en France.
Arrivé en France, il deviendra régisseur d’un important domaine forestier privé dans la vallée de la Loire.
En 1989, il quitte la forêt et change d’orientation en créant sa propre agence de communication et de relations publiques en Région Centre. Il obtient d’importants budgets et organise pour des entreprises de nombreuses manifestations et réceptions à l'occasion de Roland-Garros, des 24 heures du Mans ou dans les châteaux. Parallèlement,  il va être pendant plusieurs années consultant pour l’organisme d’aménagement du fleuve Loire (à l’époque EPALA devenu EP Loire ) dont le président était  Jean Royer, ancien ministre et maire de Tours.
En 1996, tenté par la peinture et l’écriture depuis plusieurs années, il réalise sa première exposition et publiera à la suite son premier ouvrage illustré avec ses aquarelles  en 1998.
Il a résidé plusieurs années en Normandie près de Deauville avant de rejoindre son village natal en haut-Anjou.

## Peintures
Totalement autodidacte, il va adopter la technique de l’aquarelle, « ce sac de trucs » dont parle Delacroix. il en apprécie la légèreté mais aussi la transparence et la spontanéité. Il puise son inspiration en parcourant campagnes, villages marchés ports et bords de mer et enchaîne les expositions en France  et à l’étranger.
C'est également un proche du peintre naïf Michel Delacroix depuis plus de 30 ans.
En 1997, il invente les  « vinarelles », technique subtile qui utilise le tanin des vins rouges (côt, cabernet, oberlin et autres vins teinturiers).

## Livres
Depuis 2010, Yves de Saint Jean est membre de la SADN (Société des auteurs de Normandie) dont le président est Michel de Decker.
- Vendanges au fil de la Loire
- Loire les pays de Balzac
- Les Recettes de Marceline
- Balades en Touraine
- Vinarelle la Loire et ses vignobles, prix du jardin de la France aux journées nationales du livre et du vin à Saumur
- Pays Sages de Loire
- Les Remèdes de nos grand Mères
- Balades à Montrichard
- Balades à Amboise (traduit en anglais)
- Terroirs, l'Almanach Perpétuel
- Croyances, Coutumes, Traditions
- Les Recettes de Cupidon
- Balades en pays de Caux
- Pays d'Auge (traduit en anglais)
- Haute Normandie entre falaises et bocage (traduit en anglais)
- Pays de Touraine (traduit en anglais)
- Le Gourmet diabétique[4],[5],[6],[7] Aqualyne (ISBN 9782954182902)